# Carlos Rojas
Carlos Rodolfo Rojas Rojas (* 2. Oktober 1928 in Rancagua; † 7. Mai 1963 in Santiago de Chile) war ein chilenischer Fußballspieler. Er nahm mit der Nationalmannschaft seines Landes an der Fußball-Weltmeisterschaft 1950 teil.

## Karriere

### Verein
Rojas begann seine Profikarriere 1949 bei Unión Española. Mit diesem Klub gewann er 1951 die nationale Meisterschaft. 1954 schloss sich Rojas dem CD Palestino an, mit dem er einen weiteren Meistertitel gewann und für den er bis 1956 spielte.

### Nationalmannschaft
Ohne zuvor ein Länderspiel bestritten zu haben, wurde Rojas für das Campeonato Sudamericano 1949 nominiert. Er machte am 6. April 1949 im Auftaktspiel gegen Bolivien sein erstes Spiel für die chilenische Nationalmannschaft. Während dieses Turniers erzielte er im Spiel gegen Ecuador sein einziges Länderspieltor.
Anlässlich der Weltmeisterschaft 1950 in Brasilien wurde Rojas in das chilenische Aufgebot berufen. Er kam im letzten Gruppenspiel beim 5:2 gegen die USA zum Einsatz. Chile schied als Gruppendritter nach der Vorrunde aus. 
Auch beim Campeonato Sudamericano 1953 stand er im chilenischen Aufgebot. Dort wurde er in vier von sechs Turnierspielen eingesetzt. Sein letztes von 17 Länderspielen für Chile absolvierte er am 14. März 1954 beim für Chile bereits bedeutungslosen letzten Qualifikationsspiel für die Weltmeisterschaft 1954 gegen Brasilien.

## Erfolge
- Chilenische Meisterschaft: 1951, 1955